# Barnebys
Cet article possède un paronyme, voir Barneby.
Barnebys est un moteur de recherches pour les ventes aux enchères d'art, d'antiquité et d'objet de collection, présentes dans plus de 1500 salles des ventes dans le monde. Les services proposés par Barnebys sont la recherche de lots en ventes, une base de données d'adjudication, et un service d’estimation.

## Historique
Barnebys a été fondé à Stockholm en 2011 par Christopher Barnekow et Pontus Silfverstolpe. Aujourd'hui, Barnebys est présent en Suède, en Grande-Bretagne, aux États-Unis, en Espagne, en France, en Allemagne et à Hong Kong. Les salles des ventes référencées par Barnebys incluent des institutions comme Sotheby's, Christie's ou Artcurial.
En mai 2014, le Financial Times, décrivit Barnebys comme l'un des acteurs majeurs du monde des enchères, où Barnebys cherche à se définir comme le concierge des passionnés d'enchères.